# Мід (Канзас)
Мід (англ. Meade) — місто (англ. city) в США, в окрузі Мід штату Канзас. Населення — 1505 осіб (2020).

## Географія
Мід розташований за координатами 37°17′7″ пн. ш. 100°20′16″ зх. д. / 37.28528° пн. ш. 100.33778° зх. д. (37.285316, -100.337690).  За даними Бюро перепису населення США в 2010 році місто мало площу 2,57 км², уся площа — суходіл. В 2017 році площа становила 3,79 км², уся площа — суходіл.

## Демографія
Згідно з переписом 2010 року, у місті мешкала 1721 особа в 670 домогосподарствах у складі 454 родин. Густота населення становила 668 осіб/км².  Було 766 помешкань (298/км²).
Расовий склад населення:
| - 95,4 % — білих - 1,0 % — чорних або афроамериканців - 0,6 % — корінних американців - 0,5 % — азіатів - 1,1 % — осіб інших рас |

До двох чи більше рас належало 1,3 %. Частка іспаномовних становила 6,1 % від усіх жителів.
За віковим діапазоном населення розподілялося таким чином: 26,7 % — особи молодші 18 років, 52,1 % — особи у віці 18—64 років, 21,2 % — особи у віці 65 років та старші. Медіана віку мешканця становила 41,3 року. На 100 осіб жіночої статі у місті припадало 102,2 чоловіків;  на 100 жінок у віці від 18 років та старших — 95,2 чоловіків також старших 18 років.
Середній дохід на одне домашнє господарство  становив 58 324 долари США (медіана — 52 284), а середній дохід на одну сім'ю — 73 332 долари (медіана — 64 250). Медіана доходів становила 44 565 доларів для чоловіків та 38 750 доларів для жінок. За межею бідності перебувало 10,6 % осіб, у тому числі 16,3 % дітей у віці до 18 років та 12,7 % осіб у віці 65 років та старших.
Цивільне працевлаштоване населення становило 750 осіб. Основні галузі зайнятості: освіта, охорона здоров'я та соціальна допомога — 36,9 %, будівництво — 11,5 %, публічна адміністрація — 10,1 %.